# Danuta Borawska
Danuta Borawska z d. Rokicka (ur. 25 kwietnia 1922 w Brześciu Litewskim, zm. 1 grudnia 1991 w Warszawie) – historyk, doktor nauk humanistycznych, mediewistka.

## Życiorys
W 1948 roku ukończyła studia na Uniwersytecie Warszawskim, broniąc pracę magisterską pt. Z dziejów jednej legendy. W sprawie genezy kultu św. Stanisława biskupa, którą wysoko ocenił m.in. Tadeusz Manteuffel. Od 1953 do 1980 pracowała w Instytucie Historii PAN w Warszawie, zajmując się głównie badaniami źródłoznawczymi, dotyczącymi pierwszych Piastów.
W 1962 roku uzyskała stopień naukowy doktora w oparciu o rozprawę Kryzys monarchii wczesnopiastowskiej w latach trzydziestych XI w. Wieloletnia choroba uniemożliwiła jej dalszą karierę naukową. Zmarła w Warszawie w roku 1991. Pochowana na cmentarzu Powązkowskim w Warszawie (kwatera 95-6-24).

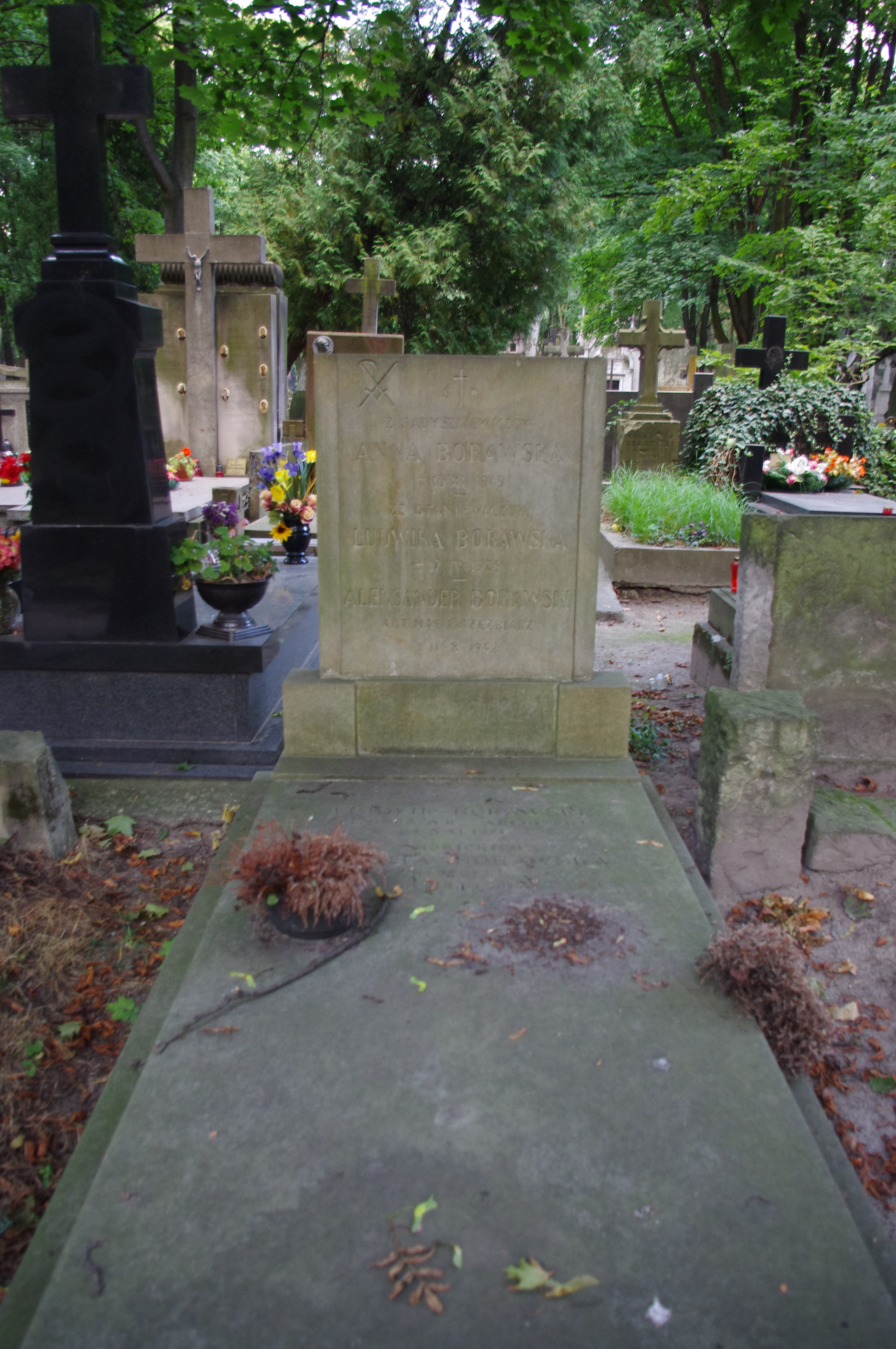
Grób Danuty Borawskiej na cmentarzu Powązkowskim w Warszawie

## Wybrane publikacje
- Z dziejów jednej legendy. W sprawie genezy kultu św. Stanisława biskupa, Warszawa 1951
- Kryzys monarchii wczesnopiastowskiej w latach trzydziestych XI w. Studia, Warszawa 1964